# Chrysogorgia multiflora
Chrysogorgia multiflora är en korallart som beskrevs av Elisabeth Deichmann 1936. Chrysogorgia multiflora ingår i släktet Chrysogorgia och familjen Chrysogorgiidae. Inga underarter finns listade i Catalogue of Life.